# Roccafluvione
Roccafluvione là một đô thị tại tỉnh Ascoli Piceno ở vùng Marche, cách khoảng 80 km về phía nam của Ancona và khoảng 8 km về phía tây của Ascoli Piceno. Đến thời điểm ngày 31 tháng 12 năm 2004, đô thị này có dân số là 2.184 người và diện tích là 60,8 km².
Roccafluvione giáp các đô thị: Acquasanta Terme, Ascoli Piceno, Comunanza, Montegallo, Palmiano, Venarotta.